# Walter Gaeta
Walter Gaeta (* 4. Februar 1969 in Lanciano) ist ein italienischer Pianist, Komponist und Arrangeur, der dem Modern Jazz zugeordnet wird.

## Ausbildung
Schon als Kind begann Gaeta sich intensiv mit Musik zu befassen. Er interessierte sich besonders für das Klavierspiel und erwarb unter der Leitung von Marco Moresco seinen Abschluss im Klavierspiel am Konservatorium „L. D’Annunzio“ in Pescara. Danach machte er unter der Leitung von Paolo Damiani seinen Abschluss in Jazzmusik am Konservatorium „A. Casella“ am L’Aquila Casella-Konservatorium in L’Aquila und danach das Akademische Diplom für Jazzmusik am Konservatorium „S. Cecilia“ in Rom und für Tanz am Konservatorium „A. Casella“ in L’Aquila und an der Nationalen Akademie für Tanz in Rom.

## Konzerte und Kooperationen
Gaeta erwarb sich als Musiker vielfach internationale Aufmerksamkeit.
Er spielte als Pianist bei der Premiere der Oper „Ecce Homo“ von Maurizio Fabrizio mit dem Symphonieorchester „F. Fenaroli“ unter der Leitung von Paolo Mianiti 2000 in Spoltore (Pescara).
Er ist bei zahlreichen Veranstaltungen und Musikfestivals in Italien und im Ausland aufgetreten, z. B. in der Schweiz (Montreux und Lausanne), in Ungarn (Budapest und Budafok), in Frankreich (Nangis), in Südafrika (Durban) und in der Türkei (Istanbul). Er arbeitete mit zahlreichen internationalen Musikern zusammen, darunter Massimo Moriconi, Fabrizio Bosso, Max Ionata, Paolo Damiani, Tom Sheret, Rachel Gould, Pablo Mena Peraza, Sherrita Duran, Cheryl Nickerson, Marco Tamburini, Maurizio Rolli, Cheryl Arena, Geoff Warren, Kelly Joyce, Serena Molinari, Giò Di Tonno, Gianluca Esposito, Saba Anglana, Siamak Guran, Antonella Ruggiero.

## Arrangements und Kompositionen
Über Italien hinaus wurde Gaeta besonders als Bühnenkomponist bekannt.
Er arrangierte Stücke für die Militärkapelle der italienischen Luftwaffe und für die Budafok Big Band (Ungarn). 2002 schrieb er die Arrangements für das Kammerorchester „Roma Classica“ und das Vokalensemble und die Solisten „Colosseum“ für das Konzert am ersten Januar im „Campus Internazionale di Musica“ (Stadttheater von Latina), für die Konzertrevue „Musica in giardino“ (Rom) und für das Eröffnungskonzert des Studiotheaters von Jesi unter der Leitung von Carlo Rizzari. 2016 schrieb er die Arrangements für das Musiktheater „RosAmara“ unter der Regie von Roberto Melchiorre. Für das Stummfilmkino arrangierte er den Soundtrack für Orchester und Jazz-Trio zu Buster Keatons „Der General“ (1926), uraufgeführt am 2. März 2019 im Stadttheater „F. P. Tosti“ von Ortona.

## Preise und Auszeichnungen
Im Jahr 1994 war Gaeta Stipendiant des Berklee Colleges of Music in Boston, vergeben durch das „Berklee Entering Student Talent Scholarship Program“. 2001 erzielte er mit dem Walter Gaeta Quartett den 1. Platz beim Musikwettbewerb „Sound Track“ in Foligno in der Kategorie Gruppen und gewann ebenso den 1. Preis in der Gesamtkategorie. 2004 qualifizierte er sich als Dritter beim XVII. Internationalen Wettbewerb für Arrangement und Komposition in Barga Jazz mit dem Stück „L'eroe del Destino“ von Giorgio Gaslini. 2006 erreichte er beim Internationalen Wettbewerb für Arrangement und Komposition in Barga Jazz das Finale mit seiner Komposition „Colors“.
In der Ausgabe der Fachzeitschrift „Prove Aperte“ von Juli 1999 nannte Paolo Quarta ihn „einen subtilen Musiker, der sowohl in der Klassik als auch im Jazz zuhause ist“. 2010 komponierte und spielte Gaeta die Musik für den Kurzfilm „Vite Invisibili“ unter der Regie von Davide Pompeo. Der Kurzfilm wurde von der Jury auf dem Festival „Cinematografica Frentana“ 2009 mit einer lobenden Erwähnung ausgezeichnet und auf dem Festival „Corti Mo'desti“ 2010 als bester Kurzfilm ausgezeichnet.

## Veröffentlichungen (Auswahl)
- „Errando in Portugal“ (Edizioni Eufonia) Suite für Saxophonquartett;
- „I Colori del Jazz“ (EurArte Editions) didaktische Sammlung für junge Pianisten;
- „Quaderno Teorico-Pratico per gli intervalli“ (Edizioni Il Torcoliere) ein Leitfaden für die Analyse und das Erlernen von Intervallen (Ear Training);
- „Bud Powell, un poco loco“ (Edizioni Il Torcoliere) Biographie und musikalische Analyse des Stils von Bud Powell, Vorwort von Walter Mauro;
- „Tarantella Dorica“ (Edizioni Barvin) für klassisches Akkordeon;
- Von 2011 bis 2016 veröffentlichte er Artikel, Rezensionen und musikalische Analysen für das 1950 von Italo Testa gegründete politisch-kulturelle Periodikum „Terra&Gente“.

## Diskographie (Auswahl)
- 2003 – Oktogon [Mobydick Records - Blue026] feat. Fabrizio Bosso, Max Ionata, Gianluca Esposito
- 2004 – Armonie Notturne di Arturo Colizzi (Interpret)
- 2008 – Bluseum 2008 Note e Parole [Mobydick Records - Blue041] AAVV
- 2009 – Sherrita Duran Compilation 2009 [Multimedia Production - 000375] (Interpret)
- 2010 – In Cammino Con Te di Lorenzo Di Marcoberardino (Interpret)
- 2010 – Folkristmas (Doppel-CD) AAVV
- 2012 – Rocca San Giovanni in Jazz Live – vol.1 AAVV
- 2013 – Il Salice, Il Grano, La Rosa di Stefano Barbati [Fingerpicking.net - FNET5] (Interpret)
- 2016 – Note di Natale (live) Sherrita Duran – Walter Gaeta Ensemble [Crocettiomareditore - P001122016]
- 2018 – Contaminazioni Abruzzo in…Musica [CD-Beilage der “Vario” - ATHR0118] AAVV
- 2021 – Little Things in Many Things mit Dante Melena [Dodicilune - ED442] feat. Alex Sipiagin, Diana Torto etc.